# Alibaba Group
Alibaba Group (阿里巴巴集团) este cel mai mare site chinezesc de comerț electronic.
A fost înființată în anul 1999 de 18 persoane, cel mai notabil fiind Jack Ma, cu o investiție inițială de 25 de milioane de dolari.
Compania are 22.000 de angajați.